# Lekkoatletyka na Letnich Igrzyskach Olimpijskich 1980 – bieg na 400 m kobiet
Bieg na 400 metrów kobiet podczas XXII Letnich Igrzysk Olimpijskich w Moskwie rozegrano 25 (eliminacje), 27 (półfinały) i 28 lipca 1980 (finał) na Stadionie Łużniki. Zwyciężczynią została reprezentantka Niemieckiej Republiki Demokratycznej Marita Koch, która w finale ustanowiła rekord olimpijski uzyskując czas 48,88 s.

## Rekordy

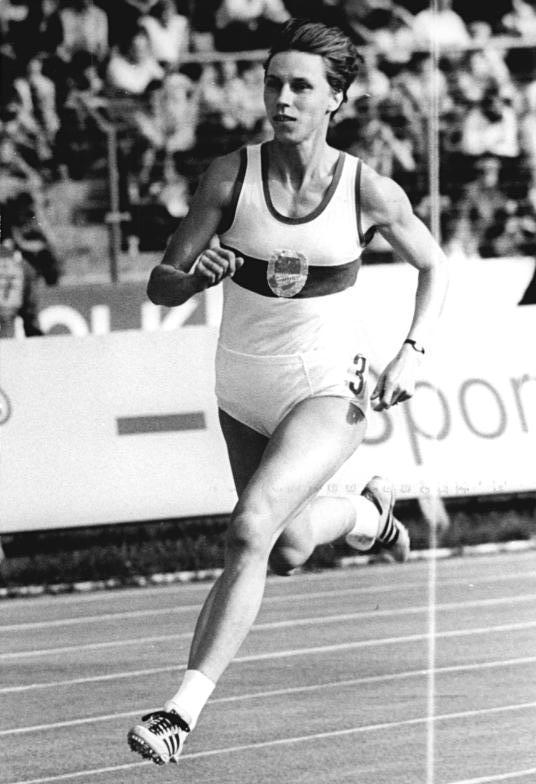
Marita Koch

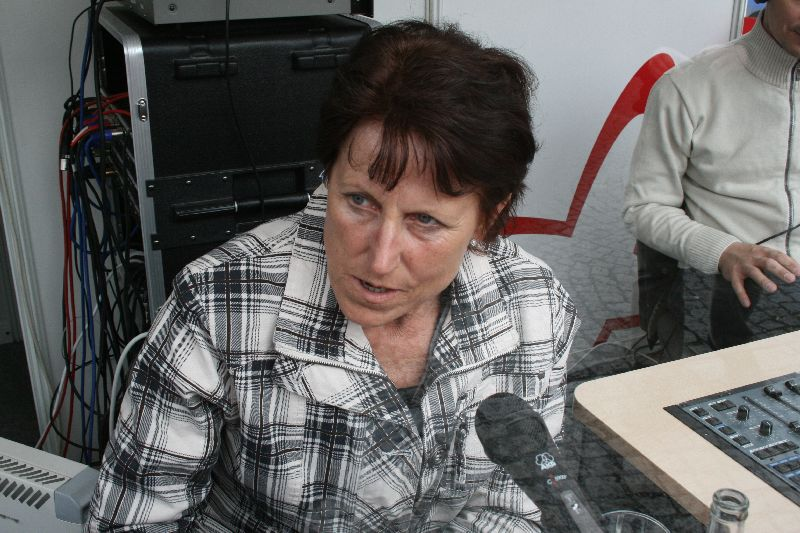
Jarmila Kratochvílová

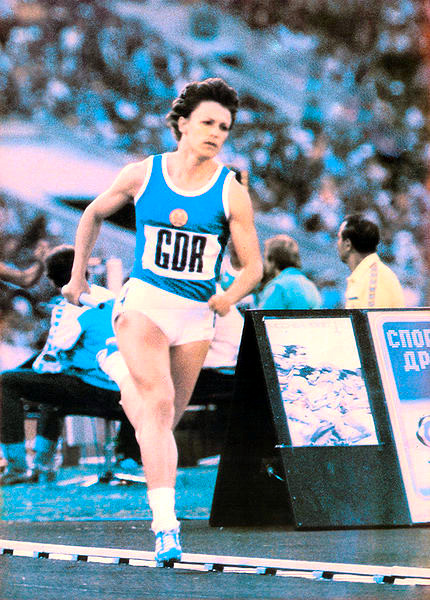
Christina Lathan

|                   | Zawodniczka     | Narodowość | Czas  | Data                 | Miejsce  |
| ----------------- | --------------- | ---------- | ----- | -------------------- | -------- |
| Rekord świata     | Marita Koch     | NRD        | 48,60 | 4 sierpnia 1979(dts) | Turyn    |
| Rekord olimpijski | Irena Szewińska | Polska     | 49,28 | 29 lipca 1976(dts)   | Montreal |

## Wyniki
| Poz. - pozycja |
| – rekord świata \| – rekord krajowy \| – rekord życiowy \| = – wyrównany rekord życiowy \| · – najlepszy wynik w sezonie \| = – wyrównany najlepszy wynik w sezonie \| – rekord olimpijski |
| Fn – falstart \| DNF – nie ukończył \| DNS – nie wystartował \| DSQ – zdyskwalifikowany |

### Eliminacje
Rozegrano pięć biegów eliminacyjnych. Do półfinałów awansowały po trzy najlepsze zawodniczki z każdego biegu (Q) oraz jedna z najlepszym czasem spośród pozostałych (q).

#### Bieg 1
| Poz. | Zawodniczka           | Narodowość      | Rezultat | Uwagi |
| ---- | --------------------- | --------------- | -------- | ----- |
| 1    | Christina Lathan      | NRD             | 51,33    | Q     |
| 2    | Ilona Pál             | Węgry           | 51,99    | Q     |
| 3    | Michelle Probert      | Wielka Brytania | 52,16    | Q     |
| 4    | Swobodka Damianowa    | Bułgaria        | 52,32    |       |
| 5    | Niculina Lazarciuc    | Rumunia         | 52,52    |       |
| 6    | Ann-Louise Skoglund   | Szwecja         | 52,78    |       |
| 7    | Kehinde Vaughan       | Nigeria         | 53,54    |       |
| 8    | Eugenia Osho-Williams | Sierra Leone    | 1:00,44  |       |

#### Bieg 2
| Poz. | Zawodniczka       | Narodowość      | Rezultat | Uwagi |
| ---- | ----------------- | --------------- | -------- | ----- |
| 1    | Nina Ziuśkowa     | ZSRR            | 51,42    | Q     |
| 2    | Linsey MacDonald  | Wielka Brytania | 52,57    | Q     |
| 3    | Rosica Stamenowa  | Bułgaria        | 52,71    | Q     |
| 4    | Maria Samungi     | Rumunia         | 52,89    |       |
| 5    | Sophie Malbranque | Francja         | 53,46    |       |
| 6    | Hala El-Moughrabi | Syria           | 59,33    |       |
| 7    | Xiomara Larios    | Nikaragua       | 1:01,50  |       |
| –    | Rita Bottiglieri  | Włochy          | DNS      |       |

#### Bieg 3
| Poz. | Zawodniczka     | Narodowość | Rezultat | Uwagi |
| ---- | --------------- | ---------- | -------- | ----- |
| 1    | Irina Nazarowa  | ZSRR       | 51,66    | Q     |
| 2    | Pirjo Häggman   | Finlandia  | 52,56    | Q     |
| 3    | Irena Szewińska | Polska     | 52,57    | Q     |
| 4    | Karoline Käfer  | Austria    | 52,82    |       |
| 5    | Erica Rossi     | Włochy     | 52,98    |       |
| 6    | Judit Forgács   | Węgry      | 53,06    |       |
| 7    | Marième Boye    | Senegal    | 55,16    |       |

#### Bieg 4
| Poz. | Zawodniczka        | Narodowość      | Rezultat | Uwagi |
| ---- | ------------------ | --------------- | -------- | ----- |
| 1    | Joslyn Hoyte-Smith | Wielka Brytania | 52,24    | Q     |
| 2    | Gabriele Löwe      | NRD             | 52,43    | Q     |
| 3    | Grażyna Oliszewska | Polska          | 52,62    | Q     |
| 4    | Mary Akinyemi      | Nigeria         | 52,64    |       |
| 5    | Elena Tărîță       | Rumunia         | 52,96    |       |
| 6    | Malena Andonowa    | Bułgaria        | 53,30    |       |
| 7    | Anne Michel        | Belgia          | 54,22    |       |
| 8    | Acacia Mate        | Mozambik        | 1:00,90  |       |

#### Bieg 5
| Poz. | Zawodniczka           | Narodowość     | Rezultat | Uwagi |
| ---- | --------------------- | -------------- | -------- | ----- |
| 1    | Jarmila Kratochvílová | Czechosłowacja | 51,04    | Q     |
| 2    | Marita Koch           | NRD            | 51,06    | Q     |
| 3    | Ludmiła Czernowa      | ZSRR           | 51,51    | Q     |
| 4    | Małgorzata Dunecka    | Polska         | 51,81    | q     |
| 5    | Rosine Wallez         | Belgia         | 52,00    | [ 3 ] |
| 6    | Gloria Ayanlaja       | Nigeria        | 53,55    |       |
| 7    | Ruth Simpson          | Jamajka        | 55,59    |       |
| 8    | Trần Thị Ngọc Anh     | Wietnam        | 1:00,62  |       |

### Półfinały
Rozegrano dwa biegi półfinałowe. Do finału awansowały po cztery najlepsze zawodniczki z każdego biegu.

#### Bieg 1
| Poz. | Zawodniczka        | Narodowość      | Rezultat | Uwagi |
| ---- | ------------------ | --------------- | -------- | ----- |
| 1    | Marita Koch        | NRD             | 50,57    | Q     |
| 2    | Gabriele Löwe      | NRD             | 50,85    | Q     |
| 3    | Pirjo Häggman      | Finlandia       | 51,02    | Q     |
| 4    | Nina Ziuśkowa      | ZSRR            | 51,12    | Q     |
| 5    | Ludmiła Czernowa   | ZSRR            | 51,30    |       |
| 6    | Joslyn Hoyte-Smith | Wielka Brytania | 51,47    |       |
| 7    | Małgorzata Dunecka | Polska          | 51,93    |       |
| 8    | Rosica Stamenowa   | Bułgaria        | 52,96    |       |

#### Bieg 2
| Poz. | Zawodniczka           | Narodowość      | Rezultat | Uwagi |
| ---- | --------------------- | --------------- | -------- | ----- |
| 1    | Christina Lathan      | NRD             | 50,16    | Q     |
| 2    | Irina Nazarowa        | ZSRR            | 50,18    | Q     |
| 3    | Jarmila Kratochvílová | Czechosłowacja  | 50,79    | Q     |
| 4    | Linsey MacDonald      | Wielka Brytania | 51,60    | Q     |
| 5    | Michelle Probert      | Wielka Brytania | 51,89    |       |
| 6    | Ilona Pál             | Węgry           | 51,99    |       |
| 7    | Grażyna Oliszewska    | Polska          | 52,36    |       |
| 8    | Irena Szewińska       | Polska          | 53,13    |       |

### Finał
| Poz. | Zawodniczka           | Narodowość      | Rezultat | Uwagi |
| ---- | --------------------- | --------------- | -------- | ----- |
| 1    | Marita Koch           | NRD             | 48,88    | [ 1 ] |
| 2    | Jarmila Kratochvílová | Czechosłowacja  | 49,46    | [ 4 ] |
| 3    | Christina Lathan      | NRD             | 49,66    |       |
| 4    | Irina Nazarowa        | ZSRR            | 50,07    |       |
| 5    | Nina Ziuśkowa         | ZSRR            | 50,17    |       |
| 6    | Gabriele Löwe         | NRD             | 51,33    |       |
| 7    | Pirjo Häggman         | Finlandia       | 51,35    |       |
| 8    | Linsey MacDonald      | Wielka Brytania | 52,40    |       |